# Walter Murch
Walter Scott Murch (New York, 12 luglio 1943) è un montatore, tecnico del suono e regista statunitense, vincitore di diversi premi internazionali tra cui 3 premi Oscar.

## Biografia e carriera
Nato a New York e figlio del pittore Walter Tandy Murch (1907–1967), frequentò la Collegiate School dal 1949 fino al 1961, quando si iscrisse alla Johns Hopkins University, frequentandola fino al 1965 e ottenendo la laurea in arte. Dalla Hopkins ottenne una borsa di studio post laurea per studiare cinema alla University of Southern California.
Proprio durante gli studi universitari conobbe il futuro regista Matthew Robbins e il direttore della fotografia Caleb Deschanel. Insieme a questi due amici organizzò diversi happening e partecipò ad un progetto per laureati alla University of Southern California, qui conobbe future personalità del mondo del cinema, tra cui George Lucas, Marcia Lucas, Hal Barwood, Robert Dalva, Willard Huyck, Don Glut e John Milius.
Alla fine degli anni sessanta si dedicò definitivamente alla carriera di tecnico del suono, lavorando per Francis Ford Coppola in Non torno a casa stasera e Il padrino oltre che per George Lucas in L'uomo che fuggì dal futuro e American Graffiti. Nel 1979 proprio lavorando con Coppola vinse il suo primo premio oscar per il suono di Apocalypse Now ottenendo notorietà internazionale.
Nel 1985 debuttò alla regia con il film Nel fantastico mondo di Oz. Prodotto da Gary Kurtz e basato sui libri di Oz di Lyman Frank Baum Il meraviglioso paese di Oz e Ozma, regina di Oz, il progetto era nato nel 1980 durante una conversazione tra Murch e il supervisore della Walt Disney Pictures Tom Wilhite. Tra il periodo di pre-produzione e quello delle riprese, Wilhite venne sostituito da Richard Berger, il quale, vedendo il budget del film aumentare senza controllo (a causa dei ritardi accumulati da Murch), licenziò il regista, per poi riassumerlo poco dopo, dietro le pressioni di Lucas e Coppola, amici e collaboratori di Murch.
Nel 1996 ha vinto due premi Oscar curando il montaggio e il sonoro del film Il paziente inglese.
Tra un film e l'altro, Murch si interessa di scienza della percezione umana, cosmologia e storia della scienza. Dal 1995 lavora a una reinterpretazione della Legge Titius-Bode sullo spazio planetario, basata sulla sonda Voyager probe, sul telescopio Hubble, e sulla recente scoperta di esopianeti. Ha anche pubblicato un gran numero di opere ancora non tradotte del poeta e romanziere italiano Curzio Malaparte (1899–1956).
Ha studiato italiano al college e poi a Perugia. Murch ha scritto un libro sul montaggio, “In the Blink of an Eye” (2001) e la sua opera è stata il tema di due altri libri “The Conversations: Walter Murch and the Art of Editing Film” di Michael Ondaatje (2002) e "Behind the Seen" di Charles Koppelman (2004). Nel 2006, Murch ha ricevuto una laurea ad honorem in lettere dal The Emily Carr Institute of Art and Design di Vancouver, Canada.

## Vita privata
Ha sposato Muriel Slater nel 1965. Hanno quattro figli: Walter, Beatrice, Carrie e Connie. Walter e Aggie vivono in California, poco più a nord di San Francisco.

## Filmografia

### Regista

#### Cinema
- Nel fantastico mondo di Oz (Return to Oz) (1985)

#### Televisione
- Star Wars: The Clone Wars - serie animata, 1 episodio (2011)

### Montatore

#### Cinema
- La conversazione (The Conversation), regia di Francis Ford Coppola (1974)
- Giulia (Julia), regia di Fred Zinnemann (1977)
- Apocalypse Now, regia di Francis Ford Coppola (1979)
- Captain EO, regia di Francis Ford Coppola - Cortometraggio (1986)
- L'insostenibile leggerezza dell'essere (The Unbearable Lightness of Being), regia di Philip Kaufman (1988)
- Ghost - Fantasma (Ghost), regia di Jerry Zucker (1990)
- Il padrino - Parte III (The Godfather: Part III), regia di Francis Ford Coppola (1990)
- La voce del silenzio (House of Cards), regia di Michael Lessac (1993)
- Triplo gioco (Romeo Is Bleeding), regia di Peter Medak (1993)
- Inviati molto speciali (I Love Trouble), regia di Charles Shyer (1994)
- Il primo cavaliere (First Knight), regia di Jerry Zucker (1995)
- Il paziente inglese (The English Patient), regia di Anthony Minghella (1996)
- L'infernale Quinlan (Touch of Evil), regia di Orson Welles (1958) - rimontaggio della versione restaurata del 1998
- Il talento di Mr. Ripley (The Talented Mr. Ripley), regia di Anthony Minghella (1999)
- Apocalypse Now Redux, regia di Francis Ford Coppola (2001)
- K-19 (K-19: The Widowmaker), regia di Kathryn Bigelow (2002)
- Ritorno a Cold Mountain (Cold Mountain), regia di Anthony Minghella (2003)
- Jarhead, regia di Sam Mendes (2005)
- Un'altra giovinezza (Youth Without Youth), regia di Francis Ford Coppola (2007)
- Segreti di famiglia (Tetro), regia di Francis Ford Coppola (2009)
- Wolfman (The Wolfman), regia di Joe Johnston (2010)
- Tomorrowland - Il mondo di domani (Tomorrowland), regia di Brad Bird (2015)

#### Televisione
- Hemingway & Gellhorn - film TV, regia di Philip Kaufman (2012)

### Tecnico del suono
- Non torno a casa stasera (The Rain People), regia di Francis Ford Coppola (1969) - rimontaggio sonoro della versione restaurata
- L'uomo che fuggì dal futuro (THX 1138), regia di George Lucas (1971) - rimontaggio sonoro della versione restaurata
- American Graffiti, regia di George Lucas (1973) - rimontaggio sonoro della versione restaurata
- La conversazione (The Conversation), regia di Francis Ford Coppola (1974)
- Apocalypse Now, regia di Francis Ford Coppola (1979)
- Il paziente inglese (The English Patient), regia di Anthony Minghella (1996)